# Ischnocarpus
Ischnocarpus es un género de fanerógamas de la familia Brassicaceae. Comprende dos especies. 

## Especies seleccionadas
- Ischnocarpus exilis Heenan
- Ischnocarpus novae-zelandiae O.E.Schulz